# Акулич, Олег Александрович
Оле́г Алекса́ндрович Аку́лич (род. 23 декабря 1959 года) — российский актёр театра и кино.

## Биография
Олег Акулич родился в 1959 году в посёлке Харик Иркутской области. Отец — художник-оформитель, мать — директор дома культуры.
В 1972 году в возрасте 12 лет вместе с семьёй переехал в Усть-Кут, где, получив основное образование, поступил в Осетровское речное училище на отделение эксплуатации речных судов. Будучи студентом, ходил в составе агитационных бригад на пароходах до Якутска. Параллельно занимался в театральной студии, играл в духовом оркестре на трубе.
С 1980 по 1982 год отслужил срочную службу в войсках МВД СССР в составе оркестра Забайкальского военного округа. После армии окончил Иркутское театральное училище с красным дипломом.
С 1985 по 1989 год служил на сцене Самарского театра драмы.
В 1989 году с пьесой-монологом французского писателя Марселя Митуа «Аккомпаниатор» приглашён в Минск, где был принят сразу в два театра – Государственный молодёжный и Театр-студию киноактёра.
В 1991 году дебютировал в кино — сыграл роль артиста в фильме «Хэппи-энд» Владимира Орлова.
С 1993 по 2000 год работал в ансамбле песни и пляски Вооруженных сил Республики Беларусь.
На белорусском телевидении участвовал в юмористической программе «Марсово поле». С конца 1990-х годов стал сниматься ещё и в российской телепрограмме «Армейский магазин».
В 2004 году окончательно перебрался в Москву.
Участник юмористических программ «Аншлаг», «В субботу вечером», «Комната смеха», «Смеяться разрешается», «Парад юмора».
С 2005 по 2007 год года работал в театре «Школа современной пьесы».
В 2009 году участвовал в телевизионном шоу «Слава Богу, ты пришёл!».
Проживает в Москве.

## Общественная позиция
Поддержал военное вторжение России на Украину.

## Фильмография
1. 1991 — Хэппи-энд — артист
2. 1999 — Ускоренная помощь — доктор Анатолий Михайлович Попов
3. 2001 — Ускоренная помощь 2 — Доктор Попов
4. 2001 — Поводырь
5. 2001 — FM и ребята — Лев Петрович Томский, владелец радиостанции
6. 2002 — Каменская 2 — зам.директора банка
7. 2002 — Закон — Фермер Тюрин
8. 2003 — Отель «Исполнение желаний»
9. 2004 — Моя прекрасная няня — Геннадий
10. 2004 — Маленькие беглецы
11. 2005 — Русский бизнес XXI века — продюсер
12. 2005 — Воскресенье в женской бане
13. 2005 — Туристы — Анатолий
14. 2006 — Большая любовь — террорист, пытавшийся угнать самолёт в Копенгаген
15. 2006 — Солдаты
16. 2006 — Одинокое небо — Авантюрист Затевахин
17. 2006 — Всё смешалось в доме…
18. 2007 — Приключения солдата Ивана Чонкина — подполковник Лапшин
19. 2008 — Неидеальная женщина — Тарзан Гераклович
20. 2008 — Счастливого пути — дальнобойщик
21. 2008 — Солдаты 15. Новый призыв — представитель фирмы «Пузырёк» (минеральная вода).
22. 2008 — Золушка 4x4. Всё начинается с желаний — Шут
23. 2011 — Товарищи полицейские (серия № 18) — Олег Петрович Субботин
24. 2012 — Восьмидесятые — милиционер, младший сержант Мадукалов (в одном эпизоде)
25. 2013 — Ёлки 3 — водитель автобуса
26. 2014 — Алёнка из Почитанки — Николай Петрович Цепенюк, глава местной администрации
27. 2014 — Деревенщина — Павел Антонович Суриков
28. 2015 — Школа выживания от одинокой женщины с тремя детьми в условиях кризиса — Федя
29. 2017 — Графомафия — мужичок
30. 2018 — Яблочко от яблони — Иваныч
31. Коммуналка

### Киножурнал «Ералаш»
- 2005 — Выпуск № 189 (сюжет «Одноклассники»)[4] — Виктор Петрович, директор школы
- 2008 — Выпуск № 223 (сюжет «Детство»)[5] — папа мальчика